# Cecilia Bracamonte
Norma Cecilia Bracamonte Chocano (Lima, 22 de noviembre de 1949) es una cantante peruana. Incursionada en la carrera en el mundo de la música peruana desde los 15 años, es considerada una "leyenda viva", un baluarte y la más grande exponente de la música criolla de su generación.

## Biografía
Norma Cecilia Bracamonte Chocano es la menor de 12 hermanos. Se inició en la música en 1963, en el programa El Sentir de los Barrios, que era emitido por Radio El Sol, tras ser descubierta cantando en el Club Pedro A. Bocanegra. Debido a su cualidad y calidad vocal graba en 1964, junto a Óscar Avilés, su primera grabación titulada Cecilia Bracamonte. Su primer disco incluía el vals de Alicia Maguiña "Como ayer". Años más tarde grabaría otros discos.  
Tras el éxito de ventas de sus placas discográficas, empieza a presentarse en peñas y locales criollos de Lima, al igual que en la televisión, siendo su acompañante Óscar Avilés. Posteriormente realiza giras por los principales países de Hispanoamérica. En 1992, Cecilia Bracamonte fue convocada al igual que Samir y Tania Helfgott, a representar a Perú en el programa de la mexicana Verónica Castro: Y.. Vero América va. En Panamericana Televisión por un espacio de siete años condujo el programa Danzas y canciones del Perú. Participó representando al Perú, en el Festival OTI, interpretando la composición de Chabuca Granda "Landó". También ha participado en el Festival de San Sebastián en Venezuela, donde ganó como la mejor intérprete y mejor canción. En 1982, grabó "Mujer limeña", donde incluyó valses orquestados de Chabuca Granda como "El Gallo Camarón" y "Dueño Ausente".  
En 1983 Bracamonte anunció que dejó las peñas de música criolla para enfocarse en presentaciones televisivas y su proceso de internacionalización. Su primer programa propio fueron los especiales protagonizados por ella para RTP (TV Perú).
En 2002 lanza su nuevo disco La protagonista.
Debido a su gran talento ha sido convocada como jurado en diversos programas de canto del Perú, como Desafío y Fama (2007-2008), y en El show de los sueños como jurado de canto. También realizó su espectáculo intercultural con Brisas del Titicaca. Ha participado en campañas por la lucha contra el cáncer de mama, enfermedad que batalló durante algún tiempo saliendo airosa del mismo. En 2005 fue reconocida por el Congreso de la República por su trayectoria artística.
En el año 2012 formó parte del jurado del reality show Perú Tiene Talento.
En el año 2014, celebró sus 50 años de carrera en un concierto a salón lleno en el Gran Teatro Nacional del Perú donde se reafirmo como una de las voces que siguen vigente en el cancionero criollo.
En el 2017, presenta Con alma de bolero una producción dedicada a Olga Guillot su entrañable amiga. Realizó una serie de conciertos donde fue reconocida por su público.
Ha compartido escenarios con grandes cantantes como, Armando Manzanero, Tania Libertad, Eva Ayllón, Cecilia Barraza, Edith Barr, Lucía de la Cruz, Óscar Avilés, Pepe Vásquez, Arturo "Zambo" Cavero, Lucila Campos, Magaly Solier, Marcos Witt, Bareto, entre otros.
En 2023 Bracamonte recibió la distinción de Profesor Honorario de la Universidad Peruana de Ciencias Aplicadas, por su papel en la evolución y crecimiento de la música peruana.
En 2024, Cecilia dio un concierto para las fiestas patrias peruanas en el teatro Nos.

## Carrera musical

### Álbumes
- Cecilia Bracamonte (Odeón/Iempsa, 1964)
- Mi mejor momento (Odeón/Iempsa, 1966)
- Y los exitos de: Augusto Polo Campos (Sono Radio, 1971)
- Para ti... Cecilia (Sono Radio, 1973)
- Yo Soy... (Sono Radio, 1974)
- Cecilia (RCA Víctor, 1981)
- Mujer limeña (Epic, 1983)
- La protagonista (Infracorp Perú, 2002)
- 50 años después (Independiente, 2014)
- Con alma de bolero (Independiente, 2016)

## Televisión

### Programas
- El artista del año (2018). Miembro del jurado
- La banda (2014). Miembro del jurado (productores)
- La Voz Perú (2013).
- Perú tiene talento (2012 - 2013). Miembro del jurado
- El show de los sueños (2009). Miembro del jurado de canto
- Desafío y fama (2007 - 2008). Miembro del jurado
- Danzas y canciones del Perú. Conductora
- En familia (1985) como actriz

## En la ficción
En 2013, en la miniserie Los amores de Polo aparece una versión juvenil de Cecilia Bracamonte bajo la identidad de Jessica Sánchez interpretada por Mayra Goñi.